# Alteromonas infernus
Espèce
Alteromonas infernus est une espèce de bactéries extrêmophiles à Gram négatif découverte par l'Ifremer en 1997 sur des fonds marins près des sources hydrothermales océaniques profondes dans le Pacifique. La souche GY785 de ce micro-organisme produit un polysaccharide particulier qui est envisagé dans des applications médicales de reconstruction osseuse, dentaire et de cartilage, ainsi que d'autres types de tissus.

## Caractéristiques
La bactérie, de dimensions de 0,6 à 0,8 par 1,4 à 2 µm, se déplace à l'aide d'un flagelle polaire. Elle est encapsulée, non-pigmentée, anaérobie et exprime la cytochrome c oxydase et la catalase. Elle ne dénitrifie pas et son ADN a une teneur en G + C de 48,1 % et possède 52 % de similarité avec l'ADN de Alteromonas macleodii subsp. macleodii et 33 % avec l'ADN de Alteromonas macleodii subsp. fijiensis.

## Taxonomie
Cette espèce Alteromonas infernus a été décrite de manière non valide aussi, son nom est actuellement le nom préféré mais pas un nom correct.

### Étymologie
L'étymologie de l'épithète infernus du nom actuel de cette espèce fait référence au lieu d'isolement de la souche type, c'est-à-dire les sources hydrothermales en eaux profondes.

## Applications médicales
Le polysaccharide GY785 produit par Alteromonas infernus, obtenu par précipitation à l'éthanol peut réparer une lésion de tissu humain en complément de l'injection de cellules souches du patient. Le recours a des greffes exogènes peut être évité ainsi que les risques de rejet et d’interventions chirurgicales invasives. 

### Régénération de cartilage
« Les cellules souches prélevées sur le patient sont mises en culture avec des facteurs de croissance spécifiques qui conditionnent la transformation de ces cellules en cellules de cartilage appelées chondrocytes. ». Mais le processus est rarement stable et les nouveaux chondrocytes peuvent régresser à l’état de cellules souches. La présence du polysaccharide exprimé par Altermonas infernus GY785 améliore drastiquement la prolifération et la transformation des cellules-souche en chondrocytes.
« Facile à cultiver, elle produit des quantités importantes de GY785, un PS [polysaccharide] original et biologiquement actif grâce à son groupe sulfate. ».

### Autres applications
En parallèle, l’équipe de l'Ifremer prend part au projet européen Biocare marine pour mettre au point de pansements « intelligents » contenant des polysaccharides et des peptides marins, de sorte à favoriser la réparation de la peau des grands brûlés.